# La Perrière (Savoie)
Pour les articles homonymes, voir La Perrière.
La Perrière est une ancienne commune française située dans le département de la Savoie en région Auvergne-Rhône-Alpes. Le 1er janvier 2017, elle fusionne avec Saint-Bon-Tarentaise pour former la commune nouvelle de Courchevel dont La Perrière forme une commune déléguée.
Village de montagne du massif de la Vanoise, en Tarentaise, il comptait 460 habitants en 2014.
La commune connaît un développement touristique avec le développement du thermalisme à partir de 1818 puis l'aménagement d'une station de sports d'hiver en 1991, à la veille des Jeux olympiques d'hiver de 1992 d'Albertville, La Tania. Son domaine skiable est relié à la station de Courchevel et au grand domaine des 3 Vallées. La commune bénéficie en 2013 d'un classement au label « station classée tourisme » avec quatre autres communes savoyardes.

## Géographie

### Localisation
La Perrière est située sur la rive gauche du Doron de Bozel. Son point culminant est le rocher de la Loze (2 526 m). La station de sports d'hiver de La Tania est rattachée au domaine skiable des Trois Vallées.
Le bourg est situé à 5 km de Bozel, à 8 km de Moûtiers et à 16 km de Méribel-Les Allues et de Courchevel 1850.

### Voies de communication et transports
La gare ferroviaire la plus proche est celle de Moûtiers-Salins-Brides-les-Bains qui est située à 8 km du bourg tout comme l'échangeur de la voie rapide RN 90 de la Tarentaise.

### Hameaux de la commune
- La Nouvaz : ce petit hameau, dont certaines archives le font remonter à 1604, la date de 1646 est citée par le Chanoine Gros[1], (comprenant des maisons et étables surmontées de granges à foin, avec son école et sa petite chapelle baroque Sainte-Marguerite), fut sauvé progressivement de l'abandon par quelques familles ( Amy,Decaux ,Van Cleef ... ) dans les années 1970 sous  la direction du maire de l'époque  Camille Chedal[réf. nécessaire].
- La Tania, où a été aménagée une station de sports d'hiver dans les années 1990, reliée au grand domaine des 3 Vallées ;
- Le Formier ;
- Villaflou ;
- Villarnard ;
- Champétel ;
- Les Chavonnes.
- Vignotan

## Toponyme
Le toponyme La Perrière dérive du mot patois perreire, perrière désignant un « éboulis » ou un « pierrier ».
En francoprovençal, le nom de la commune s'écrit La Pèrîr, selon la graphie de Conflans.

## Histoire
En février 1847, le roi Charles-Albert de Sardaigne détache les hameaux des Bains et de Brides, appartenant à La Perrière et aux Allues, pour les joindre à la commune de Saulce. L'ensemble forme la nouvelle commune de Brides-les-Bains, le 1er mars 1847.
En 2016, un projet de rapprochement est envisagé avec la commune de Saint-Bon-Tarentaise, pour mieux coordonner les stations de Courchevel et La Tania.
Lors du conseil municipal du 23 juin 2016, les élus de La Perrière votent à l’unanimité la fusion avec Saint-Bon-Tarentaise pour créer une commune nouvelle appelée Courchevel.
Le 1er janvier 2021, les deux communes déléguées sont supprimées conformément à une délibération du conseil municipal de Courchevel en date du 19 août 2020.

## Politique et administration

### Liste des maires
| Période                                  | Période          | Identité              | Étiquette | Qualité                                                                |
| ---------------------------------------- | ---------------- | --------------------- | --------- | ---------------------------------------------------------------------- |
| Les données manquantes sont à compléter. |                  |                       |           |                                                                        |
| avant 1988                               | mars 1995        | Camille Chedal-Anglay | DVD       | Conseiller général du canton de Bozel (1979-1998)                      |
| mars 1995                                | mars 2001        | Jean Fabre            | SE        |                                                                        |
| mars 2001                                | mars 2014        | Danielle Jocallaz     | SE        |                                                                        |
| mars 2014                                | 31 décembre 2020 | Rémy Ollivier         | SE        | Maire délégué au sein de la commune nouvelle de Courchevel (2017-2020) |

## Démographie
Les habitants de la commune sont appelés les Perrereins

L'évolution du nombre d'habitants est connue à travers les recensements de la population effectués dans la commune depuis 1793. Pour les communes de moins de 10 000 habitants, une enquête de recensement portant sur toute la population est réalisée tous les cinq ans, les populations de référence des années intermédiaires étant quant à elles estimées par interpolation ou extrapolation. Pour la commune, le premier recensement exhaustif entrant dans le cadre du nouveau dispositif a été réalisé en 2007.

En 2014, la commune comptait 460 habitants, en évolution de +5,26 % par rapport à 2008 (Savoie : +3,63 %, France hors Mayotte : +2,11 %).
| 1793 | 1800 | 1806 | 1822 | 1838 | 1848 | 1858 | 1861 | 1866 |
| ---- | ---- | ---- | ---- | ---- | ---- | ---- | ---- | ---- |
| 464  | 464  | 508  | 543  | 585  | 552  | 477  | 448  | 472  |

| 1872 | 1876 | 1881 | 1886 | 1891 | 1896 | 1901 | 1906 | 1911 |
| ---- | ---- | ---- | ---- | ---- | ---- | ---- | ---- | ---- |
| 440  | 486  | 434  | 462  | 456  | 440  | 411  | 420  | 370  |

| 1921 | 1926 | 1931 | 1936 | 1946 | 1954 | 1962 | 1968 | 1975 |
| ---- | ---- | ---- | ---- | ---- | ---- | ---- | ---- | ---- |
| 332  | 528  | 312  | 289  | 319  | 344  | 291  | 292  | 267  |

| 1982 | 1990 | 1999 | 2006 | 2007 | 2012 | 2014 | - | - |
| ---- | ---- | ---- | ---- | ---- | ---- | ---- | - | - |
| 261  | 301  | 353  | 422  | 432  | 455  | 460  | - | - |

## Économie
L'activité touristique de la commune débute dès le XIXe siècle avec le développement du thermalisme. La commune aménage une station de sports d'hiver en 1991, à la veille des Jeux olympiques d'hiver de 1992 d'Albertville, La Tania dont le domaine skiable est relié à la station de Courchevel et au grand domaine des 3 Vallées. En raison de cette activité, la commune bénéficie en 2013 d'un classement au label « station classée tourisme » avec quatre autres communes savoyardes.
En 2014, la capacité d'accueil de la station, estimée par l'organisme Savoie Mont Blanc, est de 3 834 lits touristiques répartis dans 522 structures. Les hébergements marchands se répartissent comme suit : 19 meublés ; 4 résidences de tourisme et 2 hôtels.
En 2017, la commune est labellisée « Station verte ».

## Culture locale et patrimoine

### Lieux et monuments
- Église Saint-Jean-Baptiste (1718-1729)[15],[16].

### Personnalités liées à la commune
- Justin de Viry (1737-1813), baron de la Perrière et de Cohendier ;
- Julien Machet, chef étoilé de la station depuis 2006 et candidat à la saison 6 de l'émission Top Chef (2015)[17].